# Tom Bosley
Pour l’article homonyme, voir Todd Bosley.
Tom Bosley est un acteur américain, né Thomas Edward Bosley le 1er octobre 1927 à Chicago, dans l'Illinois (États-Unis) et mort le 19 octobre 2010 à Rancho Mirage, près de Palm Springs en Californie.

## Biographie

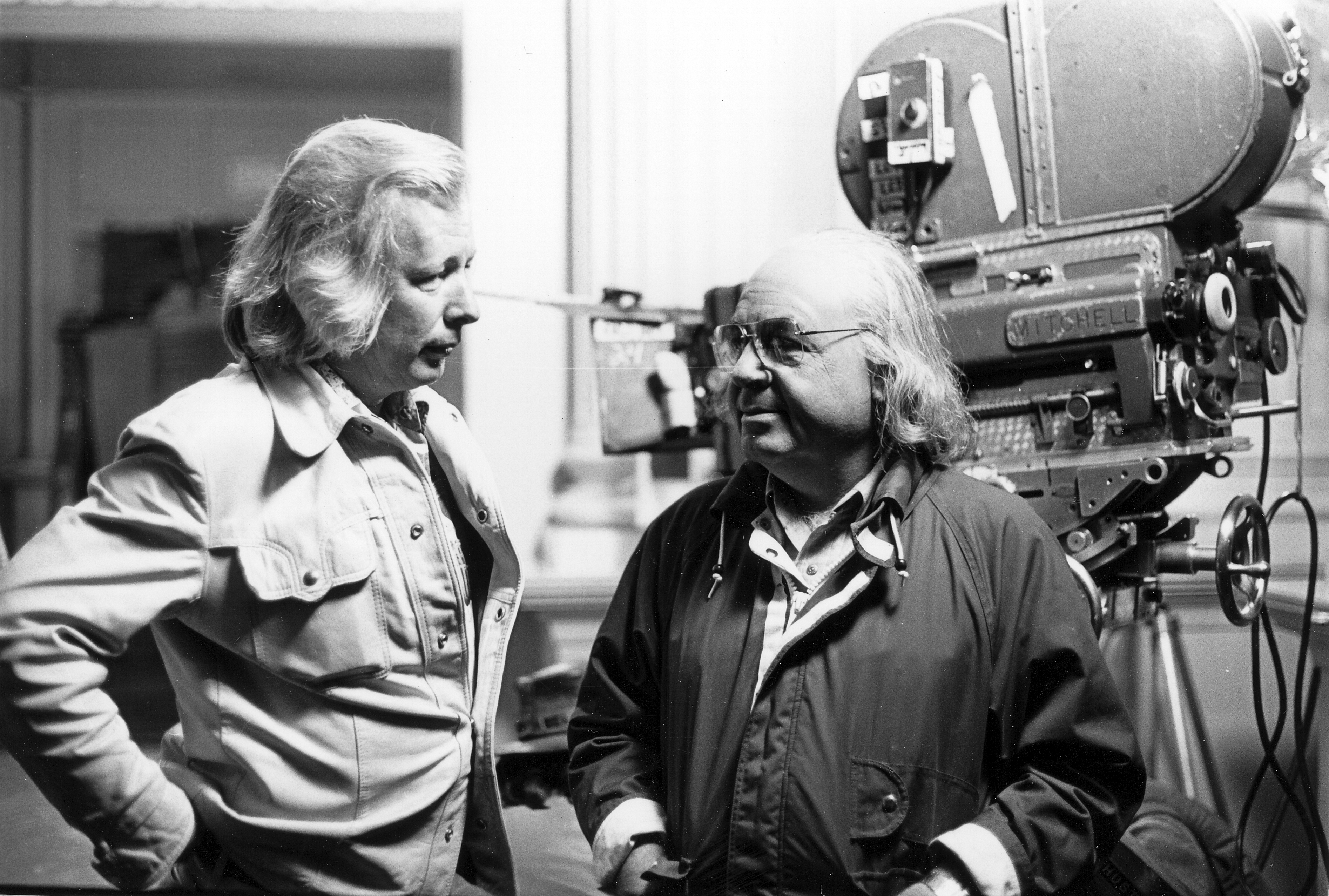
Tom Bosley avec Ben Franklin lors d'un tournage en 1979.

En 1945, il s'engage dans la marine américaine, épouse en 1962 Jane Eliot, qui mourra en 1978, puis en 1980 Patricia Carr. Il a une fille.
De 1959 à 1961, il triomphe à Broadway dans la comédie musicale Fiorello! (en) qui retrace la vie du maire de New York Fiorello La Guardia, avant de suivre une carrière plutôt portée sur des rôles à la télévision.
Son rôle le plus connu, de 1974 à 1984 pendant 255 épisodes, est celui de Howard Cunningham, père de Richie Cunningham dans la série télévisée Les Jours heureux (Happy Days).
Le nom de famille de John Bosley dans Drôles de dames est un clin d’œil de la production de cette autre série à Tom Bosley, avec lequel son interprète David Doyle était toujours confondu en raison de leur physique proche.
De 1984 à 1988, il tourne dans la série Arabesque le rôle du shérif Amos Tupper.
Atteint d'un cancer aux poumons et se battant contre un staphylocoque doré, il meurt le 19 octobre 2010 dans un hôpital de Rancho Mirage, près de Palm Springs, en Californie.

## Filmographie

### Cinéma
- 1963 : Une certaine rencontre (Love with the Proper Stranger) de Robert Mulligan : Anthony Colombo
- 1964 : Deux copines, un séducteur (The World of Henry Orient) de George Roy Hill : Frank Boyd
- 1967 : Bang Bang Kid : Merriweather Newberry
- 1967 : Divorce à l'américaine (Divorce American Style) de Bud Yorkin : Farley
- 1968 : Évasion sur commande (The Secret War of Harry Frigg) de Jack Smight : Gen. Roscoe Pennypacker
- 1968 : Les Tiens, les Miens, le Nôtre (Yours, Mine and Ours) de Melville Shavelson : le docteur de famille
- 1972 : To Find a Man de Buzz Kulik : Dr Katchaturian
- 1974 : Mixed Company (en) de Melville Shavelson : Al
- 1976 : Gus de Vincent McEveety : Spinner
- 1982 : O'Hara's Wife de William S. Bartman : Fred O'Hara
- 1987 : The Gnomes' Great Adventure (en) : David le gnome (voix)
- 1987 : Million Dollar Mystery de Richard Fleischer : Sidney Preston
- 1987 : Pinocchio and the Emperor of the Night : Geppetto (voix)
- 1989 : Ma belle-mère est une sorcière (Wicked Stepmother) de Larry Cohen : Lt. MacIntosh
- 1998 : Le petit Bigfoot - En route vers la maison (Little Bigfoot 2: The Journey Home) : Ranger Tasker
- 2000 : The Tangerine Bear: Home in Time for Christmas : Mr. Winkle (voix)
- 2002 : Returning Mickey Stern (en) : Harry Mankelbaum
- 2004 : Felix the Cat Saves Christmas : (voix)
- 2005 : Geppetto's Secret : Geppetto (voix)
- 2005 : Confession : père Abbot Sutton
- 2005 : Popstar : Harvey
- 2006 : Mothers and Daughters : Bob
- 2009 : Les copains fêtent Noël (Santa Buddies) : Santa Paws (voix)
- 2010 : Le plan B (The Back-Up Plan) de Alan Poul (en) : Arthur

### Télévision
- 1955 : Alice in Wonderland (téléfilm) : Knave of Hearts
- 1959 : Play of the Week (en) (série télévisée) : Dupont-Dufour Jr
- 1960 : Diagnosis: Unknown (en) (série télévisée) : Freddie Ziegler
- 1962 : Focus (série télévisée) : Fred Cooper
- 1962 : Arsenic & Old Lace (téléfilm) : Teddy Brewster
- 1962 : The Law and Mr. Jones (en) (série télévisée) : Assistant D.A. Ryan
- 1963 : Car 54, Where Are You? (en) (série télévisée) : Reverend Harold Peterson/Archie l'artiste
- 1963 : Naked City (série télévisée) : Juge
- 1963 : Route 66 (série télévisée) : Jim Horst / Dr Sumner Klein
- 1963-1964 : The Nurses (série télévisée) : Clarence / Mr. Ross
- 1965 : Le Jeune Docteur Kildare (série télévisée) : Harry Markham
- 1965 : Ben Casey (série télévisée) : Timothy Michael MacMurrough
- 1965 : Les Accusés (The Defenders) (série télévisée) : Charlie Barry
- 1966 : Jericho (série télévisée) : Vandercook
- 1966 : Annie, agent très spécial (The Girl from U.N.C.L.E.) (série télévisée) : Quantum
- 1968 : Sur la piste du crime (The F.B.I.) (série télévisée) : John Clanton
- 1968 : Max la menace (Get Smart) (série télévisée) : Emil Farkas
- 1968-1969 : Bonanza (série télévisée) : Titus Simpson / Hiram Peabody
- 1969 : Le Virginien (The Virginian) (série télévisée) : saison 7 épisode 17 (Crime wave in Buffalo springs) : Nat Trumbull
- 1969 : La Nouvelle Équipe (The Mod Squad) (série télévisée) : John Wells
- 1969 : Docteur Marcus Welby (Marcus Welby, M.D.) (série télévisée) : Tiny Baker
- 1969-1970 : The Debbie Reynolds (série télévisée) : Bob Landers
- 1969 et 1971 : Night Gallery (série télévisée) : Resnick / Jules Kettleman
- 1970 : The Bill Cosby Show (en) (série télévisée) : Cookie Maharg
- 1970 : The Most Deadly Game (en) (série télévisée) : George
- 1970 : The Silent Force (série télévisée) : Binachi
- 1970-1971 : Les Règles du jeu (The Name of the Game) (série télévisée) : Charlie Reid / Tait
- 1971 : A Step Out of Line (téléfilm) : Jack Berger
- 1971 : Ma sorcière bien-aimée (Bewitched) (série télévisée) : saison 7, épisode 26 Le Miroir magique (Samantha's magic mirror): Ferdy
- 1971 : Mission Impossible (série télévisée) : Henry Matula
- 1971 : Vanished (téléfilm) : Johnny Cavanaugh
- 1971 : Congratulations, It's a Boy! (téléfilm) : Herb
- 1971 : Funny Face (en) (série télévisée) : un dealer utilisant une voiture
- 1971 : Sarge (en) (série télévisée) : Stanley Miller
- 1971 : Mr. and Mrs. Bo Jo Jones (téléfilm) : Mr. Jones
- 1972 : Bobby Jo and the Good Time Band (téléfilm) : la maire
- 1972 : The Sandy Duncan Show (en) (série télévisée) : Bert Quinn
- 1972 : Le sixième sens (The Sixth Sense) (série télévisée) : Albert
- 1972 : Banyon (série télévisée) : Steve Corbett
- 1972 : Sans issue (en) (No Place to Run) de Delbert Mann et John Badham (téléfilm) : Dr Golinski
- 1972 : Me and the Chimp (en) (série télévisée) : Goodrich
- 1972-1974 : Wait till Your Father Gets Home (en) (série télévisée) : Harry Boyle (Voix)
- 1973 : Tenafly (série télévisée) : Dave Barker
- 1973 : Chase (série télévisée) : Axel Sullivan
- 1973 : Maude (série télévisée) : Dr Tasko
- 1973 : Médecins d'aujourd'hui (Medical Center) (série télévisée) : Howard Spirling
- 1973 : Temperatures Rising (en) (série télévisée) : Gibson
- 1973 : Miracle sur la 34e rue (Miracle on 34th Street) (téléfilm) : juge Harper
- 1973 : McMillan & Wife (série télévisée) : Sam Hamilton
- 1973 : Les Rues de San Francisco (série télévisée) - Saison 2, épisode 5 (Going Home) : Eddie Coughlin
- 1974 : The Girl Who Came Gift-Wrapped (téléfilm) : Harold
- 1974-1984 : Les Jours heureux (Happy Days) (série télévisée) : Howard Cunningham
- 1974 : Death Cruise (téléfilm) : David Mason
- 1975 : Le Daliah noir (Who Is the Black Dahlia?) (téléfilm) : Bevo Means'
- 1975 : à plume et à sang (Ellery Queen) (série télévisée) : Bud Armstrong
- 1975 : Dossiers brûlants (Kolchak: The Night Stalker) (série télévisée) : Jack Flaherty
- 1975 : Insight (série télévisée) : L'homme incroyable
- 1975 : The Last Survivors (téléfilm) : Marcus Damian
- 1975 : La Nuit qui terrifia l'Amérique (The Night That Panicked America) (téléfilm) : Norman Smith
- 1976 : The Love Boat (téléfilm) : George Havlicek
- 1977 : Testimony of Two Men (série télévisée) : Dr Louis Hedler / Le narrateur
- 1977 : Black Market Baby (téléfilm) : Dr Andrew Brantford
- 1978 : With This Ring (en) (téléfilm) : Edward Edwards
- 1978 : The Bastard (téléfilm) : Benjamin Franklin
- 1978 : The Stingiest Man in Town (en) (téléfilm) : B.A.H. Humbug (voix)
- 1979 : The Triangle Factory Fire Scandal (en) (téléfilm) : Morris Feldman
- 1979 : The Rebels (mini-série) : Benjamin Franklin
- 1979 : The Castaways on Gilligan's Island (en) (téléfilm) : Henry Elliott
- 1979 : Return of the Mod Squad (téléfilm) : Frank Webber
- 1980 : For the Love of It (téléfilm) : Norman
- 1982 : Joanie Loves Chachi (en) (série télévisée) : Howard Cunningham
- 1982 : Bizarre, bizarre (Tales of the Unexpected) (série télévisée) : Ralph Stackpole
- 1982, 1985 et 1987 : La croisière s'amuse (The Love Boat) (série télévisée) : Harry Meacham / Herbert Chandler / George Hammond / Howard Pfister
- 1984 : The Jesse Owens Story (en) (téléfilm) : Jimmy Hoffa
- 1984-1988 : Arabesque (Murder She Wrote) (série télévisée) : Shériff Amos Tupper
- 1985 : David le gnome (David el gnomo) (série télévisée) : David (Voix)
- 1985 : Finder of Lost Loves (en) (série télévisée) : Malcolm Beck
- 1985 : Glitter (série télévisée) : Doc
- 1985 : Private Sessions (en) (téléfilm) : Harry O'Reilly
- 1986 : Perry Mason - Meurtre à l'archevêché (Perry Mason: The Case of the Notorious Nun) (téléfilm) : père DeLeon
- 1986-1987 : Hôtel (série télévisée) : Walter Devlin / Blaine Chapman
- 1987 : Fatal Confession: A Father Dowling Mystery (téléfilm) : père Frank Dowling
- 1987-1991 : Le Père Dowling (Father Dowling Mysteries) (série télévisée) : père Frank Dowling
- 1988-1989 : Loin de ce monde (Out of this World) (série télévisée) : Granpère Zelig
- 1989 : Vol 191 en péril (en) (Fire and Rain) (téléfilm) : Derryl Price
- 1990 : The Love Boat: A Valentine Voyage (téléfilm) : Lt. Logan
- 1996 : Le Drew Carey Show (série télévisée) : Mr. Bobeck
- 1997 : Johnny Bravo (série télévisée) : Santa Claus
- 1999 : Demain à la une (Early Edition) (série télévisée) : oncle Vic
- 1999 : Port Charles (série télévisée) : Burt
- 1999 : Maggie (série télévisée) : père George
- 2000 : Jack and Jill (série télévisée) : Bernie
- 2000 : Walker Texas Ranger (série télévisée) : ministre
- 2001 : Jason and the Heroes of Mount Olympus (en) (série télévisée) : Jupiter (voix)
- 2001 : Urgences (série télévisée) : Walter Nikolaides
- 2001 : Legend of the Candy Cane (téléfilm) : Franklin Holz
- 2001 : Associées pour la loi (Family Law) (série télévisée) : Kyle Mason
- 2002 : Les anges du bonheur (Touched by an Angel) (série télévisée) : Elmer
- 2002 : Un Noël en famille (Mary Christmas) (téléfilm) : Les Turner
- 2004 : Tout est relatif (It's All Relative) (série télévisée) : père Joseph
- 2004 : Christmas at Water's Edge (en) (téléfilm) : Harry
- 2005 : Une famille presque parfaite (Still Standing) (série télévisée) : Dr S.T. Bloom
- 2005 : The Fallen Ones (en) (téléfilm) : rabbi Eli Schmidtt
- 2005 : Les Frères Scott (One Tree Hill) (série télévisée) : Mel McFadden
- 2005 : Les Griffin (Family Guy) (série télévisée) : Howard Cunningham
- 2006 : Oranges amères (Hidden Places) (téléfilm) : Wakefield
- 2006 : That '70s Show (série télévisée) : Dr Hammond
- 2008 : Charlie et moi (Charlie and Me) (téléfilm) : Charlie
- 2010 : Betsy's Kindergarten Adventures (série télévisée) : principal Richard Warner